# 콴타스 항공 32편 엔진 폭발 사고
콴타스 항공 32편 엔진 폭발 사고(영어: Qantas Flight 32)는 2010년 11월 4일 런던에서 시드니로 가던 콴타스 항공의 A380이 중간 기착지인 싱가포르에서 이륙하고 약 45분 후 인도네시아 바탐 섬 영공에서 엔진 1개가 폭발해 싱가포르 창이 국제공항으로 비상 회항한 사건이다.

## 원인 및 대책
당시 콴타스 항공의 A380-842에 사용되고 있던 롤스로이스의 트렌트 972 엔진의 결함으로 밝혀졌다. 이후 롤스로이스 엔진의 결함이 잇달아 발견되자, 롤스로이스에서 사고기를 포함해 같은 기종의 엔진을 무상으로 교체해 주기로 결정하였다.

## 다른 사건
콴타스 항공은 A380-842의 엔진 폭발 사건 이후 모든 A380-842를 보잉 747로 대체해 운항하였으나, 전과 같은 노선인 싱가포르에서 시드니까지 가던 도중 엔진에 결함이 생겨 회항하였는데, 이 사건도 롤스로이스 엔진의 결함으로 밝혀졌다.

## 같이 보기
- 유나이티드 항공 232편 불시착 사고
- 사우스웨스트 항공 1380편 엔진 폭발 사고